# Anastassija Michailowna Bodnaruk
Anastassija Michailowna Bodnaruk (russisch Анастасия Михайловна Боднарук; * 30. März 1992 in Sankt Petersburg) ist eine russische Schachspielerin. 2023 wurde sie Weltmeisterin im Schnellschach.

## Leben
Bodnaruk erzielte ihren ersten Erfolg im Jahr 2003, als sie die U12-Sektion der Mädchen bei der Jugendeuropameisterschaft in Budva mit 9 Siegen aus 9 Spielen gewann. Bei den Europameisterschaften im August des folgenden Jahres erreichte sie den zweiten Platz der Mädchen, was ihr ebenfalls im November 2004 bei den Jugendweltmeisterschaften in Iraklio gelang. Auch im Juli 2005, nun in der U14-Sektion, erreichte sie eine Spitzenposition und schnitt auf dem dritten Platz punktgleich mit der Siegerin Jelena Tairowa ab.
2009 erhielt sie von der FIDE den Titel Großmeister der Frauen (WGM) und im Jahr darauf ebenfalls den regulären Titel des Internationalen Meisters (IM). 2012 trat sie mittlerweile bei den Juniorenweltmeisterschaften in Athen an und konnte den dritten Platz erringen. Sie lag nach Punkten (9,5/13) gleichauf mit der Siegerin Guo Qi, sodass erneut die Feinwertung über die Platzierungen entschied.
In der Frauen-Schachbundesliga spielt Bodnaruk seit 2011 ununterbrochen für die Rodewischer Schachmiezen.
Der größte Erfolg ihrer Karriere gelang ihr schließlich im Dezember 2023 bei den FIDE Schnell- und Blitzschachweltmeisterschaften in Samarqand, bei denen sie das Schnellschachturnier der Frauen gewann. Nach den 11 regulären Spielrunden stand sie punktgleich mit Lei Tingjie und K. Humpy auf dem ersten Platz und konnte das anschließende Play-off gegen K. Humpy mit 2½ zu 1½ für sich entscheiden. Sie ist damit Weltmeisterin im Schnellschach.